# Marcel Fontaine
Pour les articles homonymes, voir Fontaine.
Joseph Marcel Fontaine, né le 2 novembre 1942 à Port-Louis (Maurice) et mort le 20 janvier 1997 à Paris, est un diplomate français, otage au Liban entre 1985 et 1988.

## Biographie
Marcel Fontaine est nommé secrétaire de chancellerie à Beyrouth en 1982, après une carrière militaire émérite (armée de l'air).
Le 22 mars 1985, il est enlevé par l'organisation intégriste libanaise du Jihad islamique en compagnie de Marcel Carton. Les deux otages sont rejoints deux mois plus tard par le journaliste Jean-Paul Kauffmann et le chercheur Michel Seurat, lequel meurt pendant sa détention.
Pendant leur détention, les quatre otages sont humiliés, affamés, battus, privés de soins et victimes de simulacres d'exécution. Les trois survivants sont libérés le 4 mai 1988 après plus de trois ans de captivité et une longue négociation menée par Jean-Charles Marchiani.
Après sa libération, Marcel Fontaine est nommé vice-consul chef de chancellerie à Melbourne, à Tananarive, à l'administration centrale en décembre 1991, puis il est à nouveau nommé Vice-Consul à Accra en 1994.
Il meurt des suites d'un cancer du poumon à l'âge de 54 ans à l'hôpital du Val-de-Grâce à Paris.